# 奥尔迪西亚自由镇
奥尔迪西亚自由镇（西班牙語：Villafranca de Ordizia）是西班牙巴斯克自治区吉普斯夸省的一个市镇。总面积6平方公里，总人口8938人（2001年），人口密度1490人/平方公里。